# Identifikation av en kvinna
Identifikation av en kvinna (italienska: Identificazione di una donna) är en italiensk-fransk dramafilm från 1982 i regi av Michelangelo Antonioni.

## Utmärkelser
Filmen vann Prix du Jury vid Filmfestivalen i Cannes 1982.

## Rollista i urval
- Tomas Milian - Niccolò Farra
- Daniela Silverio - Mavi
- Christine Boisson - Ida
- Marcel Bozzuffi - Mario
- Itaco Nardulli - Lucio
- Veronica Lazar - Carla Farra
- Enrica Antonioni - Nadia
- Arianna De Rosa - Mavis vän
- Giampaolo Saccarola - främlingen
- Alessandro Ruspoli - Mavis far
- Luisa Della Noce - Mavis mor